# 위대한 개츠비
《위대한 개츠비》(The Great Gatsby)는 미국의 작가 F. 스콧 피츠제럴드의 소설이다. 첫 출판일은 1925년 4월 10일이며, 이야기는 1922년 여름의 뉴욕시와 롱 아일랜드에서 펼쳐진다.
피츠제럴드는 그 자신이 '재즈 시대(Jazz Age)'라 이름 붙인 시대를 이 소설에서 그려냈다. 제1차 세계대전의 혼돈과 충격을 겪은 후, 미국 사회는 1920년대 경제 성장에 따라 유례 없는 번영을 누렸다. 동시에 수정헌법 제18조에 규정된 금주령은 밀수업자들을 백만장자로 만들고 계획 범죄를 부추겼다. 그의 소설에서의 닉 케러웨이 같았던 피츠제럴드는 시대의 부와 매력에 심취했지만, 그는 시대가 품은 황금만능주의와 도덕성 결여에 불만을 품었다.
위대한 개츠비는 처음에 인기가 없어서 피츠제럴드 생전에 판매 부수는 25,000부에 못 미쳤다. 출판된 지 1년 안에 브로드웨이 연극과 할리우드 영화로 개작되기도 했지만, 이 소설은 대공황과 제2차 세계대전을 거치며 오랫동안 잊혀졌었다. 1945년과 1953년에 다시 출판된 후, 빠르게 폭넓은 인기를 얻었다. 그리고 현재는 미국의 위대한 소설로 평가되어 전 세계 대학과 고등학교의 영문학 교과과정상의 수업 자료로도 쓰이고 있다.

## 줄거리
이 이야기는 닉 캐러웨이(Nick Carraway)의 관점에서 1922년 초여름 웨스트 에그(West Egg)에서 시작된다. 그는 미국 중서부(현재 미국의 인디애나주, 일리노이주 등을 포괄하는 지역으로 원작에서는 단순히 서부로 지칭됨)에서 살아왔으며, 예일 대학교를 졸업했고 세계 1차 대전에 참가한 인물이다. 그는 주식 채권 기술을 배우기 위해 고향을 떠나 뉴욕으로 떠나기로 결심한다.
그가 웨스트 에그에 집을 구한 뒤, 닉은 그의 이웃 제이 개츠비(Jay Gatsby)와 친구가 된다. 제이 개츠비는 그의 롱 아일랜드 대저택에서 매일 밤 호화 파티를 벌이는 엄청난 부자이다. 개츠비의 막대한 재산은 많은 소문의 주제이다. 닉이 그의 파티에서 만나는 손님 중에 그의 과거를 정확히 알고 있는 사람은 없었다. 그는 또한 웨스트 에그(West Egg)에 살고 예일 대학교의 미식축구 선수로 활동했으며 대학 시절부터 알고 지낸 톰 뷰캐넌(Tom Buchanan)과 톰의 아내이자 닉의 칠촌 여동생인 데이지((Daisy Buchanan), 재산이 많은 전 여자 골프 선수인 조던 베이커(Jordan Baker)를 만난다.
개츠비는 그의 파티로 유명하다. 그 파티는 그의 웨스트 에그 대저택에서 열린다. 매주 토요일 수 백 명의 사람들은 개츠비의 집으로 몰려 온다. 호화스러운 파티에 참석하기 위해서이다. 닉은 곧 정신 나간 이 파티 자체를 경멸하기에 이른다. 그러나 개츠비는 나중에 그의 전 애인이던 데이지와 우연히 마주치기를 바라며 이런 파티를 연다는 것을 닉에게 말해준다. 데이지와 개츠비는 오래되지 않아 그의 부탁을 받은 닉의 주선으로 만난다. 그러는 동안에 닉과 조던은 만남을 가진다. 닉은 조던과 톰과 데이지의 집에 처음 들렀을 때 만났다. 닉은 이미 이 만남이 허전할 것이라고 예상했다.
결국 맨해튼의 호텔에서, 톰은 개츠비가 데이지를 사랑 한다는 것을 확인한 후, 데이지에게 개츠비가 주류 밀수 업자라고 폭로한다. 이 후, 개츠비는 데이지로 하여금 톰에게 더 이상 그녀는 그를 사랑하지 않으며, 톰과 함께 했던 지난 5년을 잊고 개츠비에게 돌아오고 싶다 라고 말하게 하였다. 그녀는 망설이며 개츠비가 말한 대로 말하지만, 톰은 데이지와 개츠비 사이의 어색한 관계를 알아차렸다. 그는 개츠비와 데이지가 같이 차를 타고 집으로 돌아가도 좋다고 말하면서, 그렇게 해도 둘 사이에 아무 일이 없을 거라며 개츠비를 비웃었다.
한편 톰의 친구인 자동차 수리점 주인 조지 윌슨(George Wilson)과 그의 아내 머틀(Myrtle Wilson)은 말다툼 중이었다. 머틀은 톰과 부적절한 관계였고, 이것을 조지가 알았기 때문이다. 그녀는 집 밖으로 도망쳐 나와 길을 건너다 그만 데이지와 함께 돌아가던 개츠비의 노란 롤스로이스 차에 치여 죽었다. 한참 뒤에서 따라오던 톰과 조던과 닉은 교통사고가 난 것을 발견했다. 톰은 윌슨이 드디어 한 건 잡았다고 중얼거렸지만 무엇인가 잘못된 것을 발견한 후 잠시 멈춰 상황을 보기로 했다. 톰은 곧 그의 숨겨진 애인이 죽었다는 것을 알게 됐다. 충격적인 상황 속에서 윌슨은 거의 미쳐서 노란 차에 대해 말했다. 톰은 윌슨에게 그 노란 차는 자신의 것이 아니라고 말했다. 호텔로 놀러 가면서 윌슨의 차고에 기름 넣으려고 들렀을 때는 톰이 개츠비의 노란 차를 몰고 개츠비가 톰의 차를 몰고 있었기 때문에 톰은 윌슨에 그렇게 말한 것이었다.
톰은 윌슨에게 총을 건네고 개츠비가 어디 사는지 윌슨에게 알려준 후, 데이지와 함께 멀리 여행 떠날 준비를 했다. 이때 개츠비는 그의 수영장에서 튜브를 타고 둥둥 떠있었다. 개츠비는 데이지가 더 이상 자신을 사랑하지 않는다고 생각하여 침울해 했다. 그는 데이지로부터 전화가 오길 기다리고 있었다. 그때 윌슨이 다가와서 총을 쏴 개츠비를 죽였다. 그러고 나서 윌슨은 멀리 떨어지지 않은 잔디 위에서 자살했다.
개츠비의 죽음 후 닉은 그의 장례식이 참석할 사람들을 열심히 물색했다. 하지만 개츠비의 밀수 업 동업자 메이어 울프심(Meyer Wolfsheim)조차 그의 죽음을 애도하는 자리에 함께하기를 거절했고, 데이지는 톰과 여행을 가서 장례식에 참석하지 못했다. 한편, 개츠비의 아버지인 개츠 씨 (Henry Gatz)가 개츠비의 장례식에 왔고 그는 여전히 과거를 추억하고 있었다. 그는 닉에게 개츠비의 집이 찍힌 닳아빠진 사진과 개츠비가 어렸을 적 쓴 책을 보여주었다.
개츠비의 넓은 인맥에도 불구하고, 닉, 개츠 씨, '부엉이 눈'(Owl-eyed man), 그리고 몇 명의 개츠비의 집사들과 아버지만이 개츠비의 장례식에 참석했다. '부엉이 눈'은 일찍이 어느 여름 개츠비의 파티에 참석한 적이 있는 아무 생각 없는 사람이었다. 닉은 그 후로 이 사람들을 보지 못했다. 장례식을 전후로 조던, 톰, 데이지와 연락이 끊긴 뒤, 닉은 실망에 빠진 결과 뉴욕을 떠나고 안전한 중서부로 돌아간다.